# Besondere Ausbildungsfahrt
Die besonderen Ausbildungsfahrten, umgangssprachlich als Sonderfahrten oder -stunden bezeichnet, sind ein Bestandteil der deutschen Fahrausbildung. Es handelt sich bei ihnen um Fahrstunden unter vorgeschriebenen Bedingungen, die im Anschluss an die Grundausbildung durchgeführt werden müssen. Im Einzelnen gibt es:
- Überlandfahrten auf Bundes- oder Landstraßen
- Autobahnfahrten. Diese dürfen auch auf autobahnähnlich ausgebauten Kraftfahrstraßen durchgeführt werden.
- Dämmerungs- oder Dunkelheitsfahrten. Diese müssen mindestens zur Hälfte auf Autobahnen, Bundes- oder Landstraßen durchgeführt werden.

Wie viele Stunden jeder Art vorgeschrieben sind, ist abhängig von der Führerscheinklasse.
Eingeführt wurden die zwingende Vorschrift von Mindeststundenzahl, Nacht- und Autobahnfahrten durch die Fahrschüler-Ausbildungsordnung ab Mai 1976, da in den abgedeckten Situationen die Unfallzahlen von Fahranfängern überdurchschnittlich hoch waren.

## Nachweise und Weblinks
- Andreas Wismann: Fahrstunden: Die Sonderfahrten / ¦ \ FAHRTIPPS.DE. Abgerufen am 28. April 2010 (Enthält auch eine Übersicht über die vorgeschriebenen Stundenzahlen für die verschiedenen Klassen).
- § 5 FahrschAusbO – Praktischer Unterricht